# كالفين هاريس
كالفين هاريس (ولد باسم آدم ريتشارد وايلز في 17 يناير 1984) هو مغني وكاتب اغاني اسكتلندي ودي جي. ألبومه أي كرييتد ديسكو صدر في عام 2007 وحقق بعض اغنياته الفردية «مقبول في الثمانينات» و«بنات»، مراكز ضمن العشرة الأوائل.في سنة 2009 أطلق كالفين هاريس ثاني ألبوماته تحت اسم «مستعد للعطلة» (بالإنجليزية: ready for weekend )‏ وقد إحتل هذا الأخير المرتبة الأولي في الترتيب البريطاني للألبومات. وحاز الألبوم علب الجائزة الذهبية التي تقدمها (British phonography industry) بعد شهرين فقط من إطلاقه. وأصبحت أغنيته«أنا لست وحيدا» (بالإنجليزية: I am not alone)‏ أول أغنية له تتصدر ترتيب البريطاني للأغاني.شهرة كالفين العالمية بدأت تتشكل شيئا فشيئا بعد إصداره لألبومه الثالث تحت اسم «ثمانية عشر شهرا» (بالإنجليزية:  18months)‏في سنة 2012  وكذالك بعد دخول الألبوم لترتيب بيلبورد_200 الأمريكي المخصص للألبومات تحديدا في المرتبة 19 . استمرت موجة كالفين هاريس لتحطيم الأرقام القياسية ليصبح أول مغني تحتل له ثمانية أغاني أطلقت من نفس الألبوم المراتب العشرة الأولي في الترتيب البريطاني متغلبا بذالك علي مايكل جاكسون.

## روابط خارجية
- كالفين هاريس على موقع IMDb (الإنجليزية)
- كالفين هاريس على موقع ميوزك برينز (الإنجليزية)
- كالفين هاريس على موقع ميوزك برينز (الإنجليزية)
- كالفين هاريس على موقع ميوزك برينز (الإنجليزية)
- كالفين هاريس على موقع ميوزك برينز (الإنجليزية)
- كالفين هاريس على موقع رولينغ ستون (الإنجليزية)
- كالفين هاريس على موقع إن إن دي بي (الإنجليزية)
- كالفين هاريس على موقع أول ميوزيك (الإنجليزية)
- كالفين هاريس على موقع ديسكوغز (الإنجليزية)
- كالفين هاريس على موقع ديسكوغز (الإنجليزية)
- كالفين هاريس على موقع ديسكوغز (الإنجليزية)